# Bombinhas (ort)
Bombinhas är en ort i Brasilien.   Den ligger i kommunen Porto Belo och delstaten Santa Catarina, i den södra delen av landet, 1 300 km söder om huvudstaden Brasília. Bombinhas ligger 9 meter över havet och antalet invånare är 14 312.
Terrängen runt Bombinhas är kuperad åt sydväst, men österut är den platt. Havet är nära Bombinhas norrut. Trakten är tätbefolkad. Närmaste större samhälle är Balneário Camboriú, 18,9 km nordväst om Bombinhas. 